# Eremomela de capell
L'eremomela de capell o eremomela de casquet (Eremomela badiceps) és una espècie d'ocell passeriforme que pertany a la família Cisticolidae originària de l'Àfrica occidental i central.

## Distribució i hàbitat
Es troba a Angola, Benín, Camerun, República Centreafricana, República del Congo, República Democràtica del Congo, Costa d'Ivori, Guinea Equatorial, el Gabon, Ghana, Guinea, Libèria, Nigèria, Sierra Leone, Sudan del Sud, Togo i Uganda.
L'hàbitat natural són els boscos tropicals secs i els boscos tropicals humits de les terres baixes.

## Subespècies
Es reconeixen cinc subespècies:
- E. b. fantiensis (Macdonald, JD 1940) - des de Sierra Leone a l'oest de Nigèria.
- E. b. badiceps (Fraser, L 1843) - des de Nigèria al nord d'Angola i oest d'Uganda; Bioko.
- E. b. latukae (Hall, BP 1949) - sud de Sudan.